# Eddie (Iron Maiden)

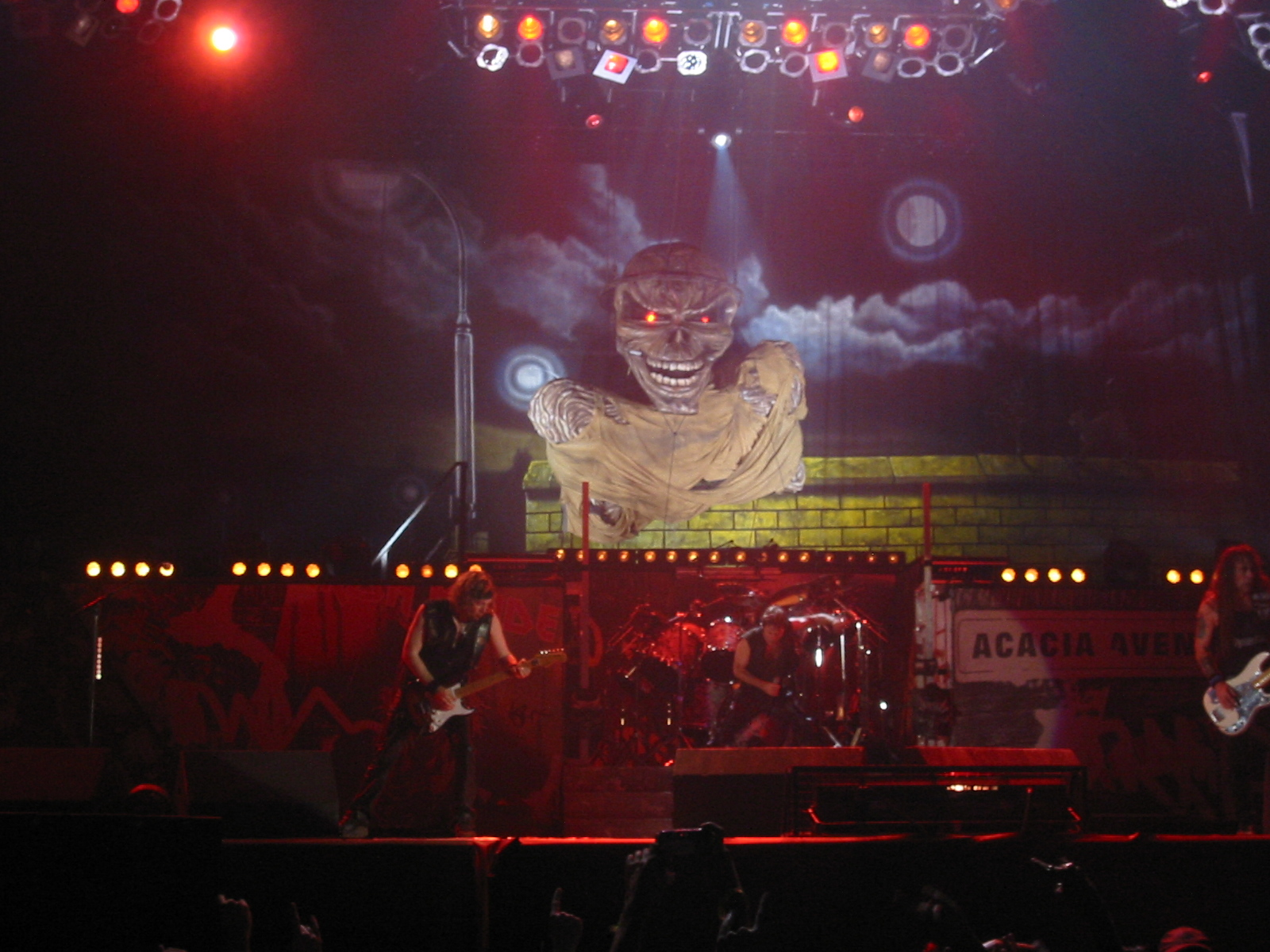
Eddie op het podium

Eddie is de monsterachtige mascotte van de heavymetalband Iron Maiden. Hij is te zien op elk Maiden-album. Eddie verschijnt regelmatig op het podium tijdens optredens. Derek Riggs is de bedenker van Eddie. Dennis Wilcock, de tweede zanger van Iron Maiden, heeft er model voor gestaan (Wilcock stond namelijk regelmatig geschminkt en met nepbloed op het podium). Het staat wel vast dat Eddie al voor het eerste album van de partij was. Door de jaren heen heeft hij al verschillende veranderingen doorstaan.
In het computerspel Brutal Legend is het hoofdpersonage Eddie Riggs. Dit is een verwijzing naar Derek Riggs.

## Trivia
- Op 18 december 1983 gaf Iron Maiden het laatste concert van de World Piece Tour in de Westfalenhalle te Dortmund, Duitsland. Tegen het einde van het concert werd het nummer Iron Maiden gespeeld en kwam er een grote Eddie (meer dan 3 meter hoog) op het podium. De bandleden "vermoordden" de pop door hem tegen de grond te schoppen en zanger Bruce Dickinson haalde de schedel open om vervolgens de hersenen eruit te halen. Gitarist Dave Murray sloeg zijn Fender Stratocaster kapot tegen Eddies nek en op een nabije versterker. Het concert werd door de Duitse televisie opgenomen en uitgezonden. Tot verbazing van de band en de fans werd het nummer Iron Maiden niet uitgezonden omdat het te gewelddadig zou zijn.[1]

## Boek (met illustraties)
- Run for Cover, the art of Derek Riggs (2006)